# Diocèse de Ciudad Lázaro Cárdenas
Le diocèse de Ciudad Lázaro Cárdenas (en latin : en latin : Dioecesis Civitatis Lazari Cárdenas ; en espagnol : Diócesis de Ciudad Lázaro Cárdenas) est un diocèse de l'Église catholique du Mexique, suffragant de l'archidiocèse de Morelia.

## Territoire

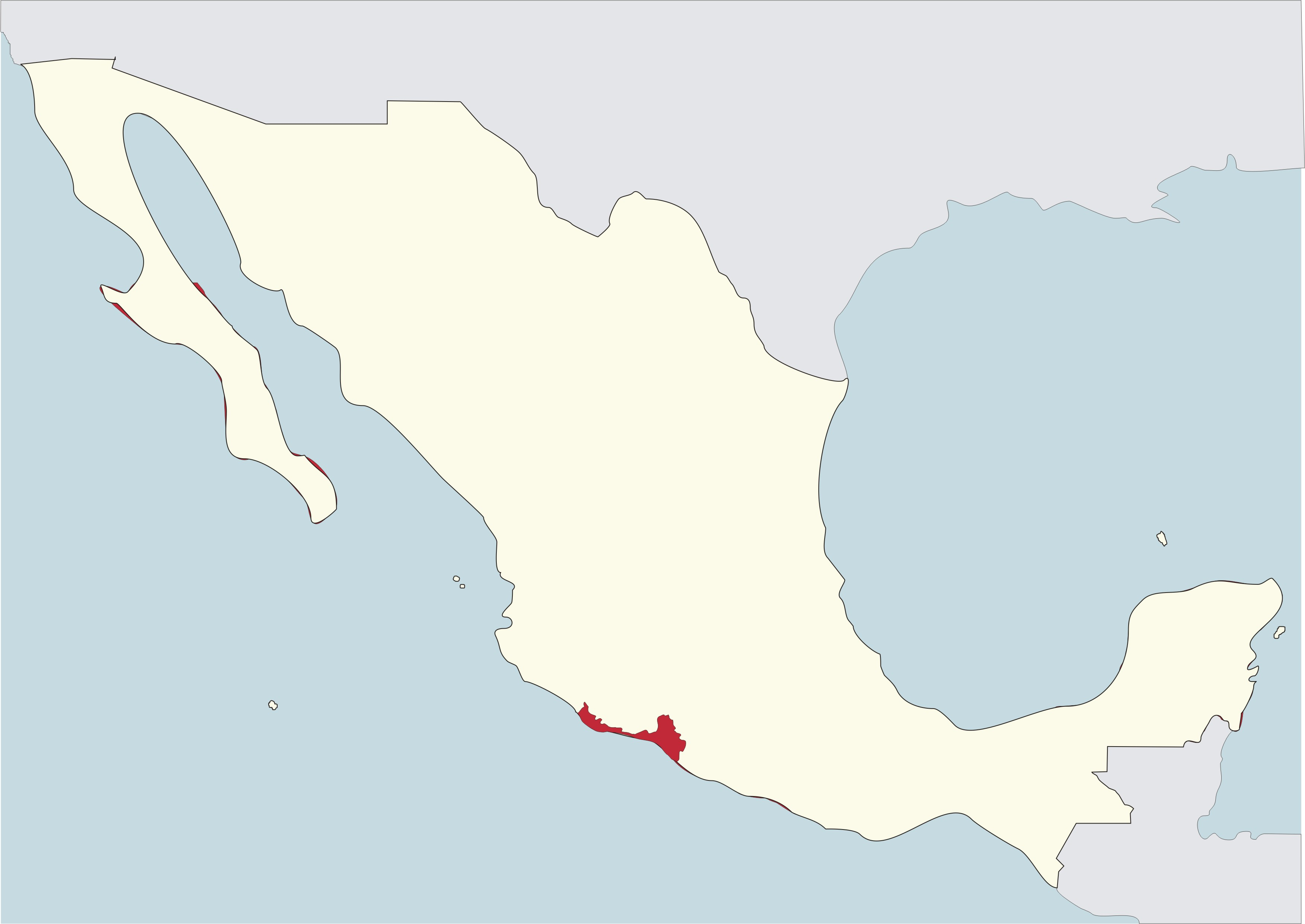
Diocèse de Ciudad Lázaro Cárdenas en rouge sur la carte du Mexique

Il comprend les municipalités d'Aquila, Arteaga, Coahuayana et Lázaro Cárdenas de l'État de Michoacán et les municipalités de Coahuayutla de José María Izazaga, La Unión de Isidoro Montes de Oca et Zihuatanejo de Azueta de l'État de Guerrero.
Il possède un territoire d'une superficie de 14 890 km2 divisé en 28 paroisses. Le siège épiscopal est dans la ville de Lázaro Cárdenas où se trouve la cathédrale du Christ-Roi.

## Historique
Le diocèse est érigé le 11 octobre 1985 par la constitution apostolique Cum probe du pape Jean-Paul II en prenant une partie du territoire des diocèses d'Apatzingán et Ciudad Altamirano.
Nommé suffragant de l'archidiocèse d'Acapulco lors de sa création, il intègre la province ecclésiastique de Morelia le 25 novembre 2006.

## Évêques
- José de Jesús Sahagún de la Parra (18 octobre 1985 - 3 mai 1993)
- Salvador Flores Huerta (3 mai 1993 - 30 septembre 2006)
- Fabio Martínez Castilla (13 mars 2007 - 19 février 2013), nommé archevêque de Tuxtla Gutiérrez
- Armando Antonio Ortiz Aguirre, depuis le 20 novembre 2013